# Stanisław Chodyński
Stanisław Ksawery Chodyński (ur. 4 listopada 1836 w Kaliszu, zm. 16 maja 1919 we Włocławku) – polski duchowny rzymskokatolicki, historyk Kościoła, profesor Seminarium Duchownego we Włocławku i Uniwersytetu Warszawskiego. 

## Życiorys

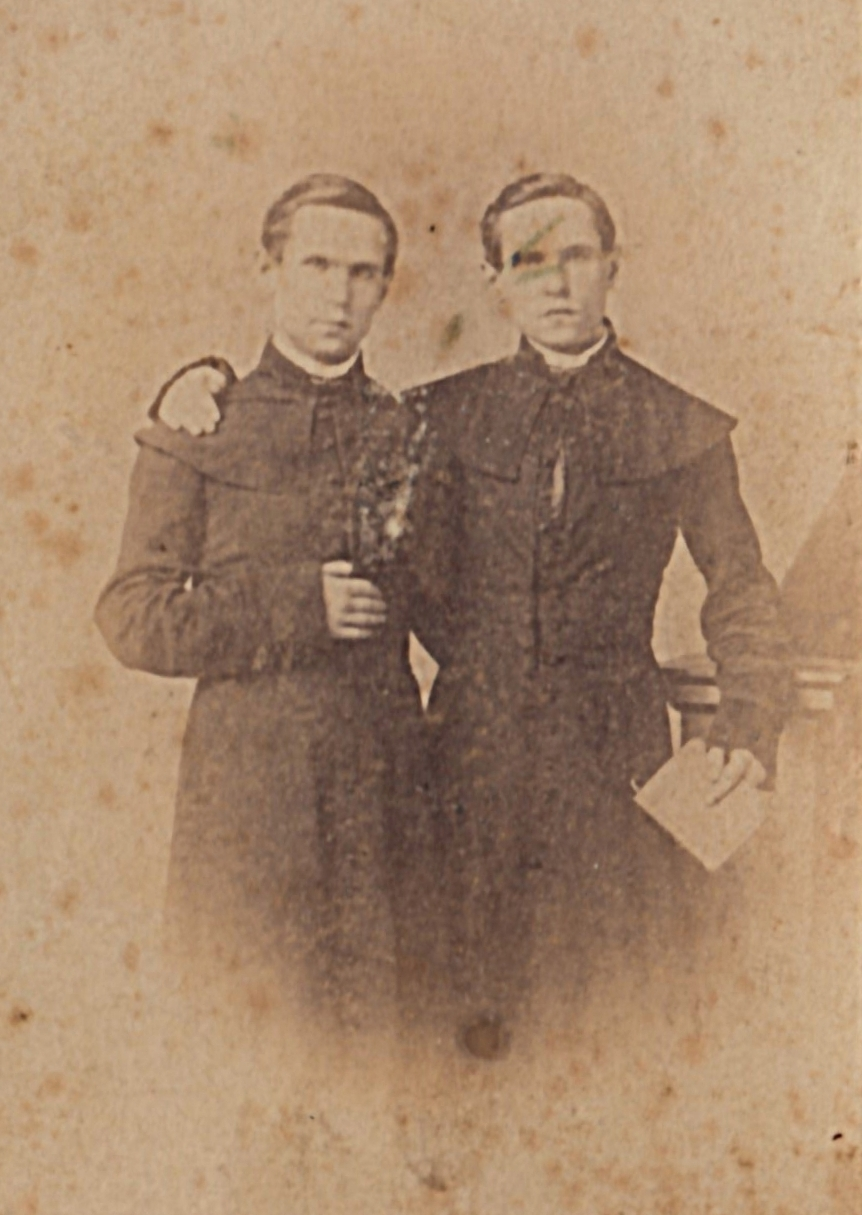
Bracia Zenon i Stanisław Chodyńscy jako alumni Seminarium Duchownego we Włocławku

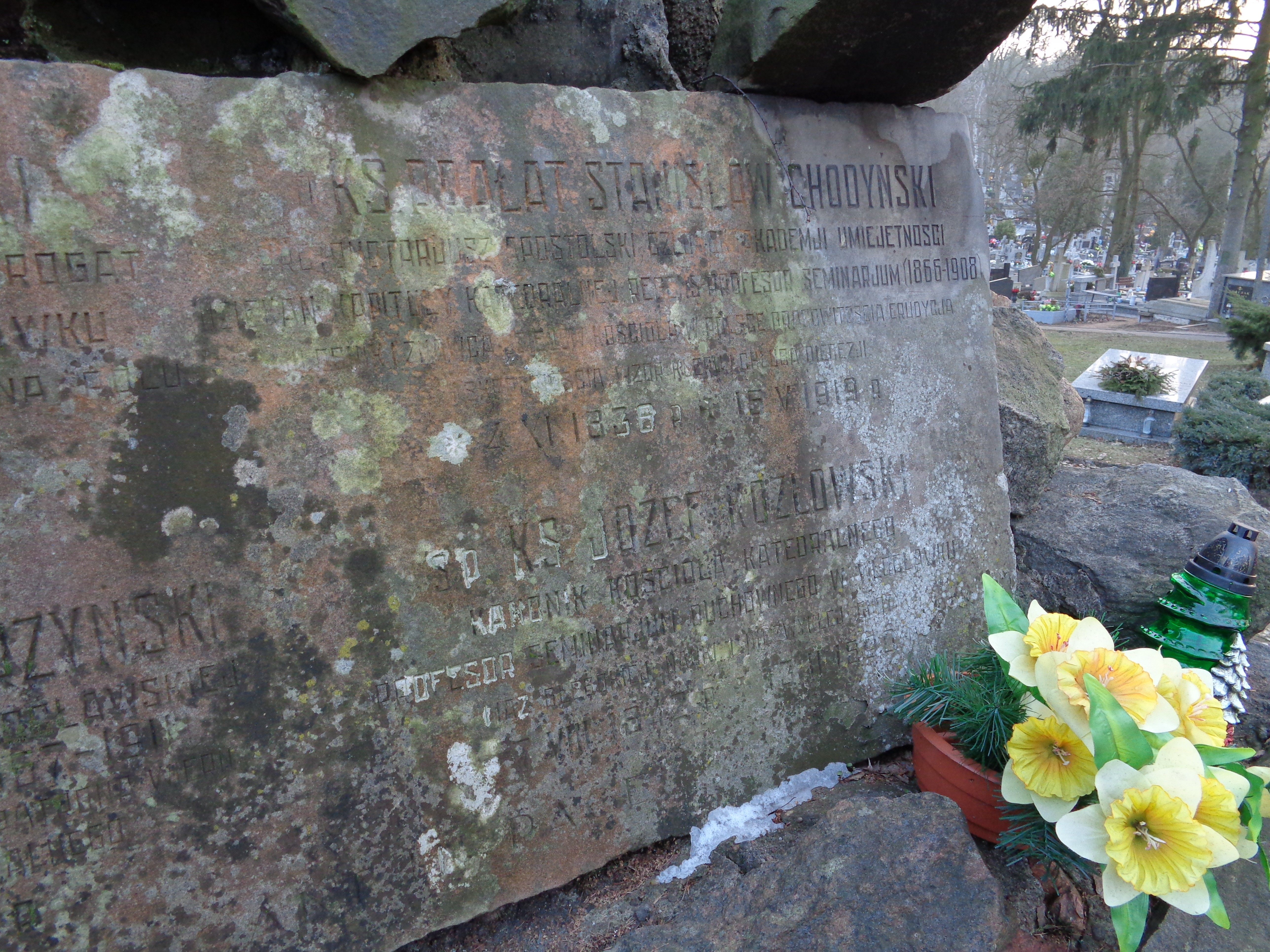
Tablica z kamiennego grobowca księży Zenona i Stanisława Chodyńskich oraz Franciszka Stopierzyńskiego i Józefa Kozłowskiego

Stanisław Chodyński był synem Feliksa i Honoraty z Wesołowskich oraz Bratem Adama i Zenona. Pierwsze nauki pobierał w domu rodzinnym, następnie uczęszczał do Wyższej Szkoły Realnej w Kaliszu. W latach 1855–1859 studiował w Seminarium Duchownym we Włocławku, w 1860 przyjął święcenia kapłańskie z rąk bpa Tadeusza Łubieńskiego. Kontynuował studia teologiczne w Akademii Duchownej w Warszawie, zakończone uzyskaniem stopnia kandydata św. teologii (1863). W latach 1863–1866 pracował jako wikariusz parafii w Sieradzu; od 1866 był profesorem seminarium we Włocławku, wykładał biblistykę, historię Kościoła, teologię dogmatyczną, liturgikę i prawo kanoniczne; pełnił także funkcje regensa. Był ponadto katechetą w gimnazjum i szkole realnej we Włocławku (1869–1882). W 1878 powrócił do pracy duszpasterskiej, był proboszczem w Bronisławiu (do 1882) i Wieńcu (1882–1887). w latach 1887–1908 ponownie profesor seminarium; krótko przed śmiercią został w 1919 profesorem honorowym UW i kierownikiem Seminarium Historii Kościoła.
Od 1877 był kanonikiem kapituły katedralnej we Włocławku, pełnił w niej funkcję prokuratora, a w latach 1894-1897 dziekana. Był również sędzią surogatem konsystorza włocławskiego i cenzorem książek religijnych w kurii diecezjalnej. Papież Leon XIII nadał mu godność protonotariusza apostolskiego.
Zajmował się historią średniowieczną Kościoła w Polsce oraz edytorstwem. W szczególności badał dzieje kapituły włocławskiej, opracował dane o działalności zakonu reformatorów, a także medyków i Żydów włocławskich oraz spis biskupów. Przyczynił się do podniesienia poziomu naukowego seminarium, powiększył i uporządkował zbiory biblioteki seminaryjnej. Przygotował do wydania nieznane wcześniej Monumenta historica diec. Vladislaviensis (1881-1910) i Documenta historica Seminarii Vladislaviensis (1897), wraz z ks. Janem Nepomucenem Fijałkiem wydał Statuty kapituły katedralnej włocławskiej (1915). Ponadto opublikował m.in.:
- Szkoła katedralna włocławska (1900)
- Organy, śpiew i muzyka w kościele katedralnym włocławskim (1902)
- Seminarium włocławskie (1904)
- Notariusze kapituły włocławskiej (1905)
- Biskupi sufragani włocławscy (1906)
- Szkoła oo. bernardynów w Warcie (1910)
- Szkoły oo. pijarów w Radziejowie i Włocławku (1911)
- Trybunaliści z Kapituły Włocławskiej (1911)
- Biblioteka Kapituły Włocławskiej (1949)

Kopie cyfrowe dzieł w KPBC 
Od 1904 był członkiem korespondentem AU, w 1907 członkiem założycielem Towarzystwa Naukowego Warszawskiego. Akademia Duchowna w Petersburgu nadała mu doktorat honoris causa (1901).
Zmarł 16 maja 1919 roku we Włocławku. Został pochowany na cmentarzu komunalnym we Włocławku, w kwaterze 82A/4/1 położonej w centralnym miejscu cmentarza, tuż obok ołtarza.
W 1936 roku Bibliotekę Wyższego Seminarium Duchownego we Włocławku nazwano imieniem braci Chodyńskich.

## Literatura dodatkowa
- Ks. Michał Morawski: Chodyński Stanisław. W: Polski Słownik Biograficzny. T. 3: Brożek Jan – Chwalczewski Franciszek. Kraków: Polska Akademia Umiejętności – Skład Główny w Księgarniach Gebethnera i Wolffa, 1937, s. 377–378. Reprint: Zakład Narodowy im. Ossolińskich, Kraków 1989, ISBN 83-04-03291-0